# القمعلة (ذي ناعم)

تعديل مصدري - تعديل

القمعلة هي إحدى قرى عزلة الحيكل بمديرية ذي ناعم التابعة لمحافظة البيضاء، بلغ تعداد سكانها 1943 نسمة حسب تعداد اليمن لعام 2004.